# Устюг (Красноярский край)
Устю́г — село Емельяновского района Красноярского края, административный центр Устюгского сельсовета.

## География
Расположено в 40 км к северу от райцентра.
Возле села протекает река Бузим.
Село находится в центральной части края, в пределах подтаёжно-лесостепного района лесостепной зоны, по берегу реки Прямой Устюг, на расстоянии приблизительно 40 километров (по прямой) от посёлка городского типа Емельяново, административного центра района.  

### Климат
Климат характеризуется как резко континентальный, с продолжительной морозной зимой и коротким тёплым летом. Средняя температура воздуха самого тёплого месяца (июля) составляет 19 °C (абсолютный максимум — 38 °C); самого холодного (января) — −16 °C (абсолютный минимум — −53 °C). Продолжительность безморозного периода составляет в среднем 95 — 115 дней. Среднегодовое количество атмосферных осадков составляет 430—680 мм, из которых большая часть выпадает в летний период.

## История
Село основано в 1756 г., когда сюда переселилось 198 семей из деревни Монастырщина Енисейского уезда (ныне — с. Рождественское). До 1764 г. село принадлежало енисейскому Рождественскому девичью монастырю (сейчас это Иверский монастырь). После секуляризации население перешло в категорию экономических крестьян. (РГАДА. Ф. 280. Оп. 3. Д. 476. Л. 16)

## Население
| 2010 |
| ---- |
| 1022 |

## Инфраструктура
В селе расположена Устюжская средняя школа, сельская участковая больница, дом культуры, сельская библиотека. Православная Церковь в честь Святителя Николая Чудотворца.